# Светловодское
Светлово́дское (кабард.-черк. Псынэху) — село в Зольском районе Кабардино-Балкарской Республики. Административный центр муниципального образования «Сельское поселение Светловодское».

## География
Селение расположено в северо-западной части Зольского района, по обоим берегам реки Золка. Находится к западу от районного центра — Залукокоаже, в 65 км от к северо-западу от города Нальчика и в 18 км к юго-востоку от Пятигорска.
Граничит с землями населённых пунктов: Залукокоаже на востоке, Зольское на юге, Октябрьское на западе, Тамбукан и Этоко на севере.
Населённый пункт расположен в предгорной зоне республики. Средние высоты составляют 655 м над уровнем моря. Местность представляет собой в основном возвышенную предгорную равнину, с холмистым рельефом. Долины реки с резкими обрывами.
Гидрографическая сеть представлена рекой Золка. Чуть выше села в неё впадает река Псыншоко. В пределах микрорайона Лесгорье, в неё впадает правый приток Золка Четвёртая. Местность богата родниковыми источниками. У западной окраины села расположены горячие минеральные источники.
Климат как и по всей республике влажный умеренный, и характеризуется тёплым летом и прохладной зимой. Среднегодовая температура воздуха составляет около +9,0°C, и колеблется от −3,0°C в январе, до +21,0°C в июле. Зимой часты оттепели. Среднее количество осадков в год составляет около 800 мм. Основные ветры северо-западные и восточные. Ранней весной из-за резких перепадов температур часты сильные ветры.

## История
В годы гражданской войны на берегу реки Куркужин, в районе нынешнего птицесовхоза «Куркужинский», существовал небольшой русский хутор «Возвратный». В 1918 году когда белогвардейцы заняли Кабарду, хутор был разрушен, а его жители спасаясь разбрелись по станицам Ставрополья и сёлам Кабарды.
К 1924 году они вернулись в свои края и обратились с ходатайством в Кабардино-Балкарский облисполком о предоставлении им другого места жительства. В 1924 году облисполком КБАО выделил им землю на берегу реки Золка, недалеко от селения Залукокоаже, куда переселилось тогда 99 семей.
Новое селение получило название «Светловодское», от кабардинского названия местности «Псынэху» (светлый, прозрачный родник), что и соответствовало земле богатой родниками с прозрачной водой.. В тоже время, чуть выше по течению реки Золка возникло еще одно новое поселение, основанное переселенцами в составе 38 безземельных немецких семей из колонии Александровская, что находилось под Нальчиком.
В 1930 году к югу от села, на противоположном берегу реки Золка возник хутор Лесгорье. Он был основан выходцами из села Лескен I — дигорцами, которые после выхода Кабарды из состава Горского АССР, решили переселиться в Кабарду. Для них правительство Кабардино-Балкарской АССР выделило участок земли на правом берегу реки Золки напротив Светловодского. Дюжина дигорских семей довольно быстро обосновалась под крутым склоном холма. В память о родине, переселенцы дали своему хуторку название — Лесгорье.
В годы Великой Отечественной войны, в августе 1942 года село было оккупировано фашистскими войсками, нанесшими большой урон хозяйству села. В январе 1943 года село освобождено от захватчиков. Из ушедших на фронт 240 сельчан, 75 погибли. 
Указом ПВС РСФСР от 15 июля 1942 года, в состав Светловодского сельского совета была передана территория упразднённого Брунентальского сельского совета.
В 1951 году хутор Лесгорье был упразднён и включён в состав села Светловодское.
Ныне восточная окраина села слилась с юго-западными окраинами посёлка Залукокоаже, граница между которыми проходит по улице Строителей.

## Население
| 2002 | 2010  | 2021  |
| ---- | ----- | ----- |
| 1377 | ↗1385 | ↗1493 |

За межпереписной период (с 2010 по 2021 год) население села увеличилось на 108 чел. (+7,23 %).
Национальный состав
По данным Всероссийской переписи населения 2021 года:
| Народ                | Численность, чел. | Доля от всего населения, % | Доля от указавших нац-ть, % |
| -------------------- | ----------------- | -------------------------- | --------------------------- |
| кабардинцы (черкесы) | 1121              | 75,08 %                    | 78,23 %                     |
| * кабардинцы         | 1090              | 73,01 %                    | 76,07 %                     |
| * черкесы            | 31                | 2,07 %                     | 2,16 %                      |
| русские              | 244               | 16,34 %                    | 17,03 %                     |
| осетины              | 25                | 1,67 %                     | 1,74 %                      |
| другие               | 43                | 2,88 %                     | 3,00 %                      |
| нет / не указано     | 60                | 4,02 %                     | -                           |
| всего                | 1493              | 100 %                      | 100 %                       |

## Местное самоуправление
Администрация сельского поселения Светловодское — село Светловодское, ул. Октябрьская, 94.
Структуру органов местного самоуправления сельского поселения составляют:
- Глава сельского поселения Светловодское — Красножон Татьяна Ивановна (с 8 декабря 2006 года).
- Местная администрация (исполнительно-распорядительный орган) — администрация сельского поселения Светловодское.

Аппарат местной администрации сельского поселения состоит из 7 человек.
- Представительный орган — Совет местного самоуправления сельского поселения Светловодское. Состоит из 11 депутатов[10].

## Образование
- Средняя общеобразовательная школа № 1 — ул. Полевая, 1
- Начальная школа детский сад № 1 — ул. Октябрьская, 110

## Здравоохранение
- Участковая больница

## Культура
- Дом культуры

## Экономика
В сельском хозяйстве села как и в целом по району развиты возделывания кукурузы, картофеля, подсолнечника и озимой пшеницы.

## Улицы
На территории села зарегистрировано 10 улиц и 6 переулков:
Улицы
| Заречная     |
| Зелёная      |
| Кабардинская |
| Набережная   |

| Октябрьская |
| Осетинская  |
| Полевая     |

| Садовая    |
| Советская  |
| Строителей |

Переулки
| Барановского |
| Крайний      |

| Мирный     |
| Молодёжный |

| Парковый |
| Школьный |

## Известные уроженцы
- Михайленко Василий Терентьевич — Герой Советского Союза.